# Prúdnia
Prúdnia (en rus: Прудня) és un poble de l'óblast de Vladímir, a Rússia, segons el cens del 2010 tenia 117 habitants. Pertany al districte municipal de Mélenki.